# Ернст I фон Грьоглинг и Отенбург
Ернст I фон Грьоглинг и Отенбург (на немски: Ernst I von Grögling und Ottenburg; † 12 ноември 1096/1098) от род Грьоглинг-Хиршберг, е граф на Грьоглинг (при Дитфурт ан дер Алтмюл) и граф на Отенбург (в Ехинг при Фрайзинг) в Бавария и 1085 г. фогт на Айхщет.

## Произход
Той е син на Алтман граф при Фрайзинг († 1039/1047) или на Хартвиг II († 1069), граф на Долен Ампер и съпругата му Авиза, дъщеря на граф Алтман фон Кюбах. Брат е на граф Адалберт I фон Ортенбург († август 1096) и на граф Удалшалк I фон Лурнгау († ок. 1115), баща на Алтман фон Лурнгау († 1149), епископ на Тренто (1124 – 1149).
Резиденцията му е водният замък Грьоглинг на Алтмюл. Графовете фон Грьоглинг са наричани също графове фон Хиршберг.
Синовете му Ернст II, Хартвиг III и Гебхард II основават през 1129 г. бенедиктинския манастир Планкщетен в Берхинг.

## Фамилия
Първи брак: с Рихлинд († сл. 1068), дъщеря на Хартвиг фон Айхщет и Авиза. Те имат четирима сина:
- Алтман фон Грьоглинг († 2 октомври 1125/1130), граф на Грьоглинг, неженен
- Хартвиг III фон Грьоглинг († сл. 1139), граф на Грьоглинг, фогт на манастир Айхщет, женен сл. 1172 г. за фон Майнц, дъщеря на Герхард, бургграф фон Ринек и Майнц († сл. 1127) и графиня Хедвиг фон Близкастел, дъщеря на граф Готфрид I фон Близкастел († сл. 1098); родители на граф Герхард I фон Хиршберг († ок. 1170/пр. 1188)
- Ернст II фон Креглинг († 27 октомври сл. 1130), граф на Хиршберг и Креглинг, неженен
- Гебхард II фон Грьоглинг († 17 март 1149), епископ на Айхщет (1125 – 1149)

Втори брак: след август 1078 г. с принцеса Луитгард фон Церинген († 18 март или 9 август 1119), вдовица на Диполд II фон Фобург, маркграф в Нордгау († 7 август 1078), дъщеря на Бертхолд I фон Церинген, херцог на Каринтия († 1078), и Рихвара фон Суза, дъщеря на херцог Херман IV от Швабия († 1038). Бракът е бездетен.